# Slávka Krátká
Slávka Krátká (* 1961) je česká malířka, autorka naivních obrazů.

## Život a dílo
Slávka Krátká se narodila v roce 1961. V dětství se svými prarodiči často navštěvovala galerie a zámky. Vystudovala stavitelství a projektování. Pracovala v oboru, který vystudovala, ale také se věnovala kresbě. Technikou kresby a posléze také malby se začala zabývat po svatbě. Její manžel, akademický malíř Lubomír Krátký, se stal jejím učitelem. Pro svoji tvorbu si vybrala akrylové barvy.
Poprvé veřejnost měla možnost vidět její obrazy v roce 2015. Zpočátku její výtvarný projev vycházel z kubismu a také z abstraktního umění. Postupem času si vytvořila vlastní naivní styl, který je jí nejbližší. Motivem, ke kterému se opakovaně vrací, je inspirace urbanistickým projektováním v naivním stylu. Ve svých obrazech zachycuje příběhy nebo emoce z různých měst a městských částí.
Profesionálně se Slávka Krátká začala věnovat malbě na přelomu 20. století, ale její obrazy mají ve svých sbírkách sběratelé umění z Francie nebo Itálie, také v soukromých sbírkách v USA, Kanadě nebo Austrálii. Žije s manželem v Broumově.

### Výstavy
- 2015 – Výstava obrazů Lubomíra Krátkého a Slávky Krátké, Chodovská tvrz, Praha[4]
- 2019 – Výstava umění, Soho Yard Gallery & Events Space, Hongkong
- 2019 – „Každodenní naivita“, Milan Art Gallery, Milán
- 2020 – „Město v pasáži“, Pasáž českého designu (v pasáži ČNB), Praha
- 2020 – „Každodennost naivního umění od Slávky Krátké“, Galerie BBA, Berlín
- 2021 – Dlouhodobá výstava obrazů, The Ven Embassy Row Washington DC
- 2022 – Vernisáž výstavy MĚSTA NA GREENU, Beroun
- 2022 – Vernisáž výstavy Everyday of Naive Art by Slávka Krátká, Amsterdam, Nizozemsko
- 2023 – Vernisáž výstavy Slávka Krátká v Mánesu, Praha – Mánes
- 2024 – Vernisáž výstavy Slávky Krátké v Port Gallery – Barcelona
- 2024 – Výstava s Josefem Hlinomazem v Mánesu, Praha – Mánes